# Canton de Charny Orée de Puisaye
Le canton de Charny Orée de Puisaye, précédemment appelé canton de Charny, est une circonscription électorale française du département de l'Yonne.

## Histoire
- De 1833 à 1848, les cantons de Bléneau et de Charny avaient le même conseiller général. Le nombre de conseillers généraux était limité à 30 par département[5].

- À la suite du redécoupage cantonal de 2014, les limites territoriales du canton sont remaniées. Le nombre de communes du canton passe de 15 à 38.

- Le canton prend sa dénomination actuelle par décret du 24 février 2021[6].

## Représentation

### Conseillers d'arrondissement (de 1833 à 1940)
Le canton de Charny appartenait à l'arrondissement de Joigny jusqu'à sa disparition en 1926.
| Période                                  | Période | Identité                        | Étiquette | Qualité |
| ---------------------------------------- | ------- | ------------------------------- | --------- | --- |
| 1833                                     | 1836    | M. Esclavy                      |           | Maire de Fontenouilles                                                                                      |
| 1836                                     | 1848    | Étienne Guillemineau            |           | Juge de paix à Charny                                                                                       |
| 1848                                     | 1870    | Alphonse Lavollée               |           | Ancien notaire, juge de paix à Charny                                                                       |
| 1870                                     | 1880    | Charles Esclavy                 |           | Propriétaire à la Gruerie, Fontenouilles                                                                    |
| 1880                                     | 1892    | Louis-Ernest Levert             |           | Maire de Charny                                                                                             |
| 1892                                     | 1898    | Charles-Bernard Boulet          |           | Vétérinaire à Charny                                                                                        |
| 1898                                     | 1919    | Henri Auguste Gache (1863-1924) |           | Docteur-médecin à Villefranche                                                                              |
| 1919                                     | 1928    | Gaston Renard                   |           | Agent-voyer à Charny                                                                                        |
| 1928                                     | 1940    | Camille Guénot                  |           | Médecin, maire de La Ferté-Loupière, Vice-Président de l'Association des Médecins de l'Yonne                |
| 1940                                     |         |                                 |           | Les conseils d'arrondissement ont été suspendus par la loi du 12 octobre 1940 et n'ont jamais été réactivés |
| Les données manquantes sont à compléter. |         |                                 |           | |

### Conseillers généraux de 1833 à 2015
| Période | Période          | Identité                                                | Étiquette     | Qualité |
| ------- | ---------------- | ------------------------------------------------------- | ------------- | --- |
| 1833    | 1847 (démission) | Ovide Gabriel Roussel                                   | Gauche        | Propriétaire, maire de Charny Député (1849-1851) |
| 1847    | 1848             | Comte Scipion Grimoard du Roure de Beauvoir (1815-1871) |               | Propriétaire à Grandchamp |
| 1848    | 1871             | Ambroise Challe                                         |               | Avocat - Maire d'Auxerre (1865-1870) |
| 1871    | 1874             | Charles Boulet                                          |               | Vétérinaire - Maire de Charny |
| 1874    | 1877             | Pierre-Armand Séguier                                   | Droite        | Avocat, inventeur, membre de l'Académie des sciences Propriétaire à Malicorne                                                                                  |
| 1877    | 1889             | Louis Paul Pignon                                       | Républicain   | Avocat à la Cour d'appel de Paris |
| 1889    | 1898 (décès)     | Aimeric de Tryon-Montalembert                           | Républicain   | Maire de La Ferté-Loupière |
| 1899    | 1913             | Louis Echard                                            | Rad.          | Capitaine retraité Saint-Martin-sur-Ouanne |
| 1913    | 1919             | Louis-Jules Métier                                      | Républicain   | Pharmacien, maire de Charny |
| 1919    | 1940             | Abel Maringe                                            | Rad.ind.      | Ancien maire, propriétaire du château de Grandchamp Nommé membre de la Commission administrative départementale en 1941 Nommé conseiller départemental en 1943 |
|         |                  |                                                         |               | |
| 1945    | 1958             | Pierre Merland                                          | UDSR puis RGR | Maire de Charny |
| 1958    | 1970             | M. Grange                                               | DVD           | |
| 1970    | 2001             | Marcel Lavergne                                         | RI puis UDF   | Maire puis adjoint au maire de Charny |
| 2001    | 2008             | Bernard Jobert                                          | UDF           | Agent immobilier Maire de Charny |
| 2008    | 2015             | Michel Courtois                                         | UMP           | Agriculteur Maire de Perreux |

### Conseillers départementaux depuis 2015
| Période élective | Période élective | Mandat | Mandat       | Identité          | Nuance | Nuance | Qualité |
| ---------------- | ---------------- | ------ | ------------ | ----------------- | ------ | ------ | --- |
| 2015             | 2021             | 2015   | 2021         | Irène Eulriet     |        | DVD    | Sociologue, maire de La Ferté-Loupière (2014-2020) |
| 2015             | 2021             | 2015   | 2018 (décès) | William Lemaire   |        | LR     | Retraité, maire d'Aillant-sur-Tholon puis de Montholon Ancien conseiller général du canton d'Aillant-sur-Tholon (2008-2015) 11ème Vice-Président du Conseil départemental décédé le 20 novembre 2018 |
| 2015             | 2021             | 2018   | 2021         | Mahfoud Aomar     |        | DVD    | Maire de Guerchy puis de Valravillon, Président de la Communauté de communes de l'Aillantais Membre du groupe indépendant "Une autre voie pour l'Yonne"                                              |
| 2021             | 2028             | 2021   | en cours     | Irène Eulriet     |        | DVD    | Conseillère sortante |
| 2021             | 2028             | 2021   | en cours     | Jean-Pierre Raout |        | DVD    | Ancien chef d'entreprise, adjoint au maire de Saint-Maurice-Thizouaille |

### Résultats détaillés

#### Élections de mars 2015
À l'issue du 1er tour des élections départementales de 2015, deux binômes sont en ballottage : Véronique Auberger et Laurent Perrigault (FN, 39,59 %) et Irène Eulriet Brocardi et William Lemaire (Union de la Droite, 37,26 %). Le taux de participation est de 53,79 % (7 190 votants sur 13 367 inscrits) contre 51,97 % au niveau départemental et 50,17 % au niveau national.
Au second tour, Irène Eulriet Brocardi et William Lemaire (Union de la Droite) sont élus avec 56,37 % des suffrages exprimés et un taux de participation de 54,73 % (3 750 voix pour 7 316 votants et 13 367 inscrits).
Irène Eulriet-Brocardi est membre d'Agir, la droite constructive.

#### Élections de juin 2021
Le premier tour des élections départementales de 2021 est marqué par un très faible taux de participation (33,26 % au niveau national). Dans le canton de Charny Orée de Puisaye, ce taux de participation est de 39,07 % (4 957 votants sur 12 688 inscrits) contre 35,12 % au niveau départemental. À l'issue de ce premier tour, deux binômes sont en ballottage : Irène Eulriet et Jean-Pierre Raout (DVD, 29,38 %) et Mahfoud Aomar et Chantal Mantez (DVD, 28,36 %).
Le second tour des élections est marqué une nouvelle fois par une abstention massive équivalente au premier tour. Les taux de participation sont de 34,36 % au niveau national, 36,29 % dans le département et 40,49 % dans le canton de Charny Orée de Puisaye. Irène Eulriet et Jean-Pierre Raout (DVD) sont élus avec 56,57 % des suffrages exprimés (2 571 voix pour 5 137 votants et 12 686 inscrits),,. 

## Composition

### Composition avant 2015
Le canton de Charny, d'une superficie de 261 km2, était composé de quinze communes.
| Nom                     | Code Insee | Codepostal | Superficie (km2) | Population (dernière pop. légale) | Densité (hab./km2) |
| ----------------------- | ---------- | ---------- | ---------------- | --------------------------------- | ------------------ |
| Charny (chef-lieu)      | 89086      | 89120      | 18,99            | 1 626 (2012)                      | 86                 |
| Chambeugle              | 89070      | 89120      | 7,28             | 53 (2012)                         | 7,3                |
| Chêne-Arnoult           | 89097      | 89120      | 9,10             | 120 (2012)                        | 13                 |
| Chevillon               | 89103      | 89120      | 13,08            | 317 (2012)                        | 24                 |
| Dicy                    | 89138      | 89120      | 10,24            | 329 (2012)                        | 32                 |
| La Ferté-Loupière       | 89163      | 89110      | 30,48            | 497 (2012)                        | 16                 |
| Fontenouilles           | 89178      | 89120      | 16,48            | 221 (2012)                        | 13                 |
| Grandchamp              | 89192      | 89350      | 28,29            | 370 (2012)                        | 13                 |
| Malicorne               | 89241      | 89120      | 15,91            | 157 (2012)                        | 9,9                |
| Marchais-Beton          | 89243      | 89120      | 10,95            | 119 (2012)                        | 11                 |
| Perreux                 | 89294      | 89120      | 26,37            | 330 (2012)                        | 13                 |
| Prunoy                  | 89317      | 89120      | 24,89            | 308 (2012)                        | 12                 |
| Saint-Denis-sur-Ouanne  | 89343      | 89120      | 10,21            | 126 (2012)                        | 12                 |
| Saint-Martin-sur-Ouanne | 89358      | 89120      | 15,34            | 443 (2012)                        | 29                 |
| Villefranche            | 89454      | 89120      | 23,27            | 634 (2012)                        | 27                 |

### Composition depuis 2015
Lors du redécoupage cantonal de 2014, le canton comptait trente-huit communes entières.
À la suite de la création des communes nouvelles de Charny Orée de Puisaye,, Sépeaux-Saint Romain,, Valravillon, et du Val d'Ocre, au 1er janvier 2016 et de Montholon au 1er janvier 2017, le canton comprend désormais dix-sept communes entières.
| Nom                                            | Code Insee | Intercommunalité       | Superficie (km2) | Population (dernière pop. légale) | Densité (hab./km2) | Modifier                                    |
| ---------------------------------------------- | ---------- | ---------------------- | ---------------- | --------------------------------- | ------------------ | ------------------------------------------- |
| Charny Orée de Puisaye (bureau centralisateur) | 89086      | CC de Puisaye-Forterre | 230,40           | 4 854 (2022)                      | 21                 | modifier les données · modifier les données |
| Chamvres                                       | 89079      | CC du Jovinien         | 5,58             | 656 (2022)                        | 118                | modifier les données · modifier les données |
| Chassy                                         | 89088      | CC de l'Aillantais     | 16,45            | 475 (2022)                        | 29                 | modifier les données · modifier les données |
| La Ferté-Loupière                              | 89163      | CC de l'Aillantais     | 30,48            | 547 (2022)                        | 18                 | modifier les données · modifier les données |
| Fleury-la-Vallée                               | 89167      | CC de l'Aillantais     | 15,06            | 1 019 (2022)                      | 68                 | modifier les données · modifier les données |
| Merry-la-Vallée                                | 89251      | CC de l'Aillantais     | 18,31            | 361 (2022)                        | 20                 | modifier les données · modifier les données |
| Montholon                                      | 89003      | CC de l'Aillantais     | 50,08            | 2 730 (2022)                      | 55                 | modifier les données · modifier les données |
| Les Ormes                                      | 89281      | CC de l'Aillantais     | 8,55             | 284 (2022)                        | 33                 | modifier les données · modifier les données |
| Paroy-sur-Tholon                               | 89289      | CC du Jovinien         | 4,21             | 297 (2022)                        | 71                 | modifier les données · modifier les données |
| Poilly-sur-Tholon                              | 89304      | CC de l'Aillantais     | 19,56            | 670 (2022)                        | 34                 | modifier les données · modifier les données |
| Saint-Maurice-le-Vieil                         | 89360      | CC de l'Aillantais     | 4,93             | 372 (2022)                        | 75                 | modifier les données · modifier les données |
| Saint-Maurice-Thizouaille                      | 89361      | CC de l'Aillantais     | 1,95             | 255 (2022)                        | 131                | modifier les données · modifier les données |
| Senan                                          | 89384      | CC de l'Aillantais     | 17,54            | 680 (2022)                        | 39                 | modifier les données · modifier les données |
| Sépeaux-Saint Romain                           | 89388      | CC du Jovinien         | 30,27            | 489 (2022)                        | 16                 | modifier les données · modifier les données |
| Sommecaise                                     | 89397      | CC de l'Aillantais     | 15,53            | 387 (2022)                        | 25                 | modifier les données · modifier les données |
| Le Val d'Ocre                                  | 89334      | CC de l'Aillantais     | 29,47            | 559 (2022)                        | 19                 | modifier les données · modifier les données |
| Valravillon                                    | 89196      | CC de l'Aillantais     | 37,05            | 1 777 (2022)                      | 48                 | modifier les données · modifier les données |
| Canton de Charny Orée de Puisaye               | 8908       |                        | 535,42           | 16 412 (2022)                     | 31                 | modifier les données                        |

## Démographie

### Démographie avant 2015

#### Évolution démographique
| 1962  | 1968  | 1975  | 1982  | 1990  | 1999  | 2006  | 2011  | 2012  |
| ----- | ----- | ----- | ----- | ----- | ----- | ----- | ----- | ----- |
| 6 388 | 5 994 | 5 617 | 5 442 | 5 330 | 5 535 | 5 731 | 5 706 | 5 650 |

#### Âge de la population
La pyramide des âges, à savoir la répartition par sexe et âge de la population, du canton de Charny en 2009 ainsi que, comparativement, celle du département de l'Yonne la même année sont représentées avec les graphiques ci-dessous.
La population du canton comporte 48,7 % d'hommes et 51,3 % de femmes. Elle présente en 2009 une structure par grands groupes d'âge plus âgée que celle de la France métropolitaine. 
Il existe en effet 60 jeunes de moins de 20 ans pour cent personnes de plus de 60 ans, alors que pour la France l'indice de jeunesse, qui est égal à la division de la part des moins de 20 ans par la part des plus de 60 ans, est de 1,06. L'indice de jeunesse du canton est également inférieur à celui  du département (0,87) et à celui de la région (0,84).
| Hommes | Classe d’âge | Femmes |
| ------ | ------------ | ------ |
| 0,8    | 90 ans ou +  | 1,7    |
| 10,8   | 75 à 89 ans  | 14,2   |
| 21,0   | 60 à 74 ans  | 19,4   |
| 21,7   | 45 à 59 ans  | 21,4   |
| 17,0   | 30 à 44 ans  | 16,6   |
| 12,8   | 15 à 29 ans  | 11,4   |
| 15,8   | 0 à 14 ans   | 15,3   |

| Hommes | Classe d’âge | Femmes |
| ------ | ------------ | ------ |
| 0,5    | 90 ans ou +  | 1,4    |
| 7,9    | 75 à 89 ans  | 11,9   |
| 15,5   | 60 à 74 ans  | 15,6   |
| 21,5   | 45 à 59 ans  | 20,7   |
| 19,3   | 30 à 44 ans  | 18,4   |
| 16,3   | 15 à 29 ans  | 15,1   |
| 19,0   | 0 à 14 ans   | 16,9   |

### Démographie depuis 2015
En 2022, le canton comptait 16 412 habitants, en évolution de −2,98 % par rapport à 2016 (Yonne : −1,95 %, France hors Mayotte : +2,11 %).
| 2013   | 2018   | 2022   |
| ------ | ------ | ------ |
| 17 141 | 16 726 | 16 412 |